# زبان‌گنجشک سیاه
زبان‌گنجشک سیاه (نام علمی: Fraxinus nigra) نام یک گونه از سرده زبان‌گنجشک است.